# Tegyra
Tegyra is een geslacht van hooiwagens uit de familie Manaosbiidae.
De wetenschappelijke naam Tegyra is voor het eerst geldig gepubliceerd door Sørensen in 1932. 

## Soorten
Tegyra is monotypisch en omvat slechts de volgende soort:
- Tegyra cinnamomea